# Salzburger Stier (Kleinkunstpreis)

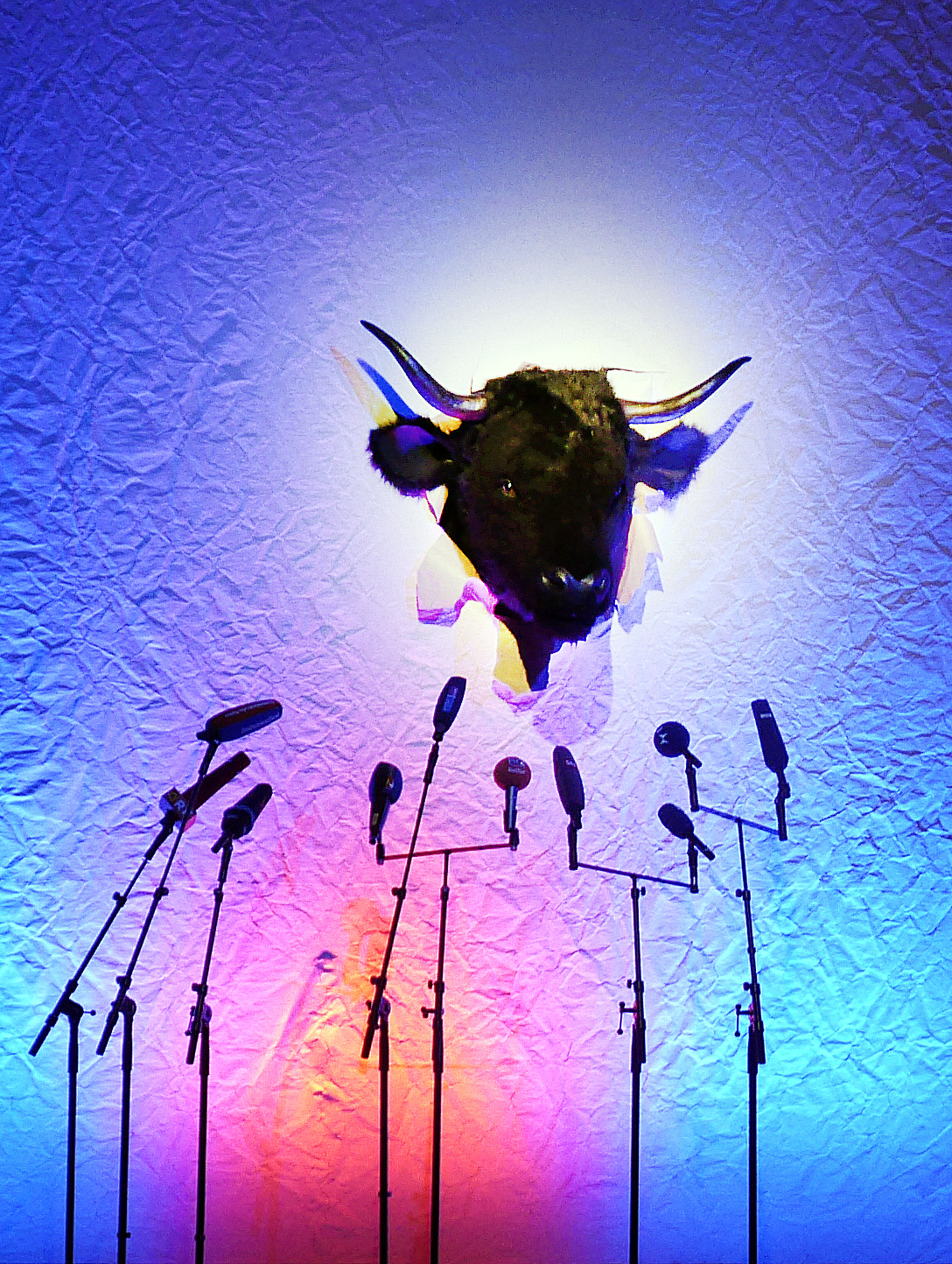
Salzburger Stier, 2013

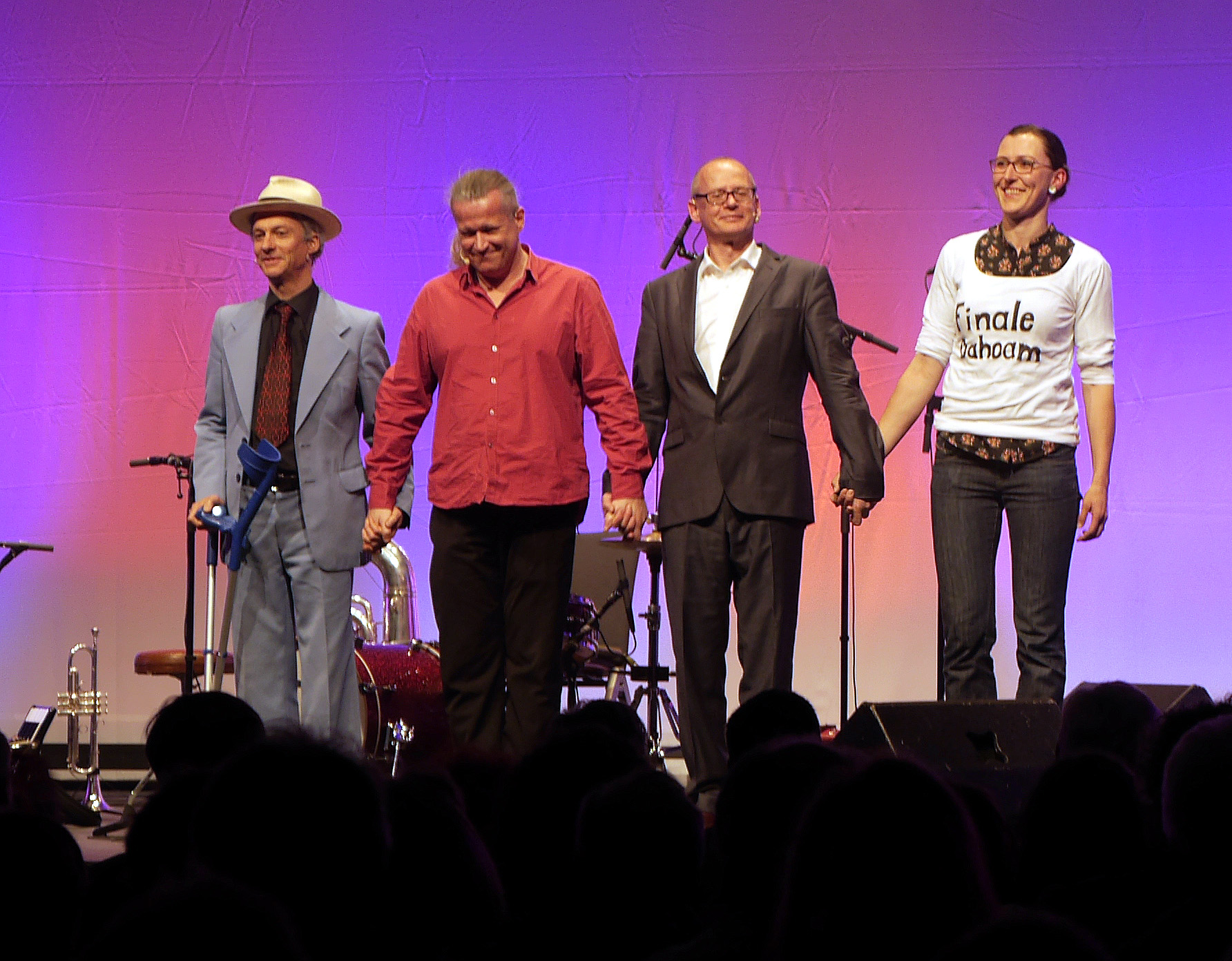
Salzburger Stier, Preisträger 2013

Der Salzburger Stier ist ein bedeutender Kleinkunstpreis im deutschsprachigen Raum. Benannt ist er nach dem mechanischen Orgelinstrument (Hornwerk) Salzburger Stier, das sich in einem Turm der Festung Hohensalzburg befindet. 

## Verleihung
Der Preis wird seit 1982 alljährlich an je einen Vertreter der Kleinkunst bzw. des Kabaretts aus Österreich, Deutschland und der Schweiz verliehen. Dabei werden die Preisträger im Rahmen eines dreitägigen Festivals von prominenten etablierten Künstlern des Genres vorgestellt. Außerdem wird seit 1998 in unregelmäßigem Abstand ein „Ehrenstier“ für ein künstlerisches Lebenswerk verliehen. Der Hörfunk-Preis für deutschsprachiges Kabarett ist mit je 6000 Euro dotiert.

## Veranstalter
Veranstalter sind die Kulturabteilungen der Hörfunkprogramme der Rundfunkanstalten BR, hr, MDR, SR (SR2 KulturRadio), SWR (SWR Kultur), WDR, DeutschlandRadio, ORF, SRF und seit 2004 auch Rai Südtirol. Bis 1996 fand die Veranstaltung immer in Salzburg statt. Seit 1997 wird sie abwechselnd in einem der beteiligten Länder ausgetragen. Die Sender sind in der Arbeitsgemeinschaft für Unterhaltung deutschsprachiger Sender (AUDS) organisiert.
Den Vorsitz führt seit November 2013 Silvia Lahner vom ORF.

## Preisträger
(in Klammern unterhalb: präsentierender Kabarettist) (bis 2001)

| Jahr | Veranstaltungsort                                                           | Österreich                                                                          | Deutschland | Schweiz                                                                                    |
| ---- | --------------------------------------------------------------------------- | ----------------------------------------------------------------------------------- | --- | ------------------------------------------------------------------------------------------ |
| 1982 | Salzburger Landestheater                                                    | Gerald Fratt und Christian Schacherreiter (Werner Schneyder und Dieter Hildebrandt) | Bernhard Lassahn (Hanns Dieter Hüsch)                                                                                        | Joachim Rittmeyer (Franz Hohler)                                                           |
| 1983 | Salzburg ORF-Landesstudio                                                   | Erwin Steinhauer (Gerhard Bronner)                                                  | Hanns Meilhamer und Claudia Schlenger (Gerhard Polt)                                                                         | Osy Zimmermann (Emil Steinberger)                                                          |
| 1984 | Salzburg ORF-Landesstudio                                                   | Killertomaten (Otto Grünmandl)                                                      | Das vorläufige Frankfurter Fronttheater (Hannelore Kaub und das Bügelbrett)                                                  | Sibylle und Michael Birkenmeier (César Keiser und Margrit Läubli)                          |
| 1985 | Salzburg ORF-Landesstudio                                                   | Josef Hader (Lukas Resetarits)                                                      | Jockel Tschiersch und Ottfried Fischer (Helmut Ruge und Dick Städler)                                                        | Mad Dodo (Elsie Attenhofer)                                                                |
| 1986 | Salzburg ORF-Landesstudio                                                   | Andreas Vitásek (Erwin Steinhauer)                                                  | Harald Schmidt (Lore Lorentz)                                                                                                | Cabarett Sauce Claire (Kaspar Fischer)                                                     |
| 1987 | Salzburg ORF-Landesstudio                                                   | Schlabarett (Hans Peter Heinzl)                                                     | Georg Ringsgwandl (Jörg Hube)                                                                                                | Sabine Rasser (Helen Vita)                                                                 |
| 1988 | Salzburg ORF-Landesstudio                                                   | Leo Lukas (Georg Kreisler)                                                          | Frieder Nögge (Mathias Richling)                                                                                             | Kathrin Brenk (Osy Zimmermann)                                                             |
| 1989 | Salzburg ORF-Landesstudio                                                   | Irene S. (Josef Hader)                                                              | Werner Koczwara (Harald Schmidt)                                                                                             | Lorenz Keiser (Vreni Schmidlin)                                                            |
| 1990 | Salzburg ORF-Landesstudio                                                   | Menubeln (Schlabarett)                                                              | Magdeburger Kugelblitze mit Hans-Günther Pölitz und Michael Rümmler (Hansgeorg Stengel) sowie Georg Schramm (Biermösl Blosn) | Linard Bardill (Sibylle und Michael Birkenmeier)                                           |
| 1991 | Salzburg ORF-Landesstudio                                                   | Thomas Maurer (Otto Grünmandl)                                                      | Michael Quast (Hanns Dieter Hüsch)                                                                                           | Birgit Steinegger und Viktor Giacobbo (Franz Hohler)                                       |
| 1992 | Salzburg ORF-Landesstudio                                                   | Karl Ferdinand Kratzl (Andreas Vitásek)                                             | Missfits (Kabarett-Theater Distel)                                                                                           | Kabarett Götterspass (Joachim Rittmeyer)                                                   |
| 1993 | Salzburg ORF-Landesstudio                                                   | I Stangl (Cissy Kraner und Herbert Prikopa)                                         | Gruppo di Valtorta (Matthias Beltz)                                                                                          | Geschwister Pfister (Linard Bardill)                                                       |
| 1994 | Salzburg ORF-Landesstudio                                                   | Dolores Schmidinger (Gerhard Bronner)                                               | Rüdiger Hoffmann (Lisa Fitz)                                                                                                 | Acapickels (Franz Hohler)                                                                  |
| 1995 | Salzburg ORF-Landesstudio                                                   | Salzburger Affronttheater (Georg Kreisler)                                          | Duo Faltsch Wagoni (Bruno Jonas)                                                                                             | Stiller Has (Osy Zimmermann)                                                               |
| 1996 | Salzburg ORF-Landesstudio                                                   | Günther Paal (Werner Schneyder)                                                     | Holger Paetz (Dieter Hildebrandt)                                                                                            | Massimo Rocchi (Sibylle und Michael Birkenmeier)                                           |
| 1997 | Kleintheater Luzern                                                         | Martin Puntigam (Josef Hader)                                                       | Urban Priol (Hans-Günther Pölitz und Michael Rümmler)                                                                        | Wolfram Berger (Acapickels)                                                                |
| 1998 | Baden-Baden SWF                                                             | Alf Poier (Alfred Dorfer)                                                           | Tresenlesen (Jochen Malmsheimer / Frank Goosen) (Missfits)                                                                   | Maria Thorgevsky & Dan Wiener (Dodo Hug)                                                   |
| 1999 | Leipzig Academixer Keller                                                   | Andrea Händler (Leo Lukas)                                                          | Frank Lüdecke (Katrin und Jürgen Hart)                                                                                       | Herr Thiel & Herr Sassine (Margrit Läubli und César Keiser)                                |
| 2000 | Köln Alter Wartesaal                                                        | Duo Steinböck & Rudle (Andreas Vitásek)                                             | Nessi Tausendschön (Volker Pispers)                                                                                          | Geholte Stühle (Andres Lutz & Gerhard Meister) (Franz Hohler, Michael Bühler, Marco Zapps) |
| 2001 | Salzburg ORF-Landesstudio                                                   | Projekt X (Lukas Resetarits)                                                        | Horst Evers (Pigor & Eichhorn)                                                                                               | Ursus & Nadeschkin (Stiller Has)                                                           |
| 2002 | Winterthur Casinotheater                                                    | Stermann & Grissemann                                                               | Frank-Markus Barwasser alias Erwin Pelzig                                                                                    | Pfannestil Chammer Sexdeet                                                                 |
| 2003 | Bel Etage Saarbrücken                                                       | Die Landstreich                                                                     | Uwe Steimle | Ferruccio Cainero                                                                          |
| 2004 | Stadttheater Aschaffenburg (Eröffnungsabend) – Hofgarten (Preisträgerabend) | Severin Groebner                                                                    | Olaf Schubert | schön&gut                                                                                  |
| 2005 | Stadttheater Meran                                                          | Werner Brix                                                                         | Ganz Schön Feist | Emil Steinberger (Lebenswerk)                                                              |
| 2006 | Radiokulturhaus Wien                                                        | Mnozil Brass                                                                        | Andreas Rebers | Gabriel Vetter                                                                             |
| 2007 | Stadthalle Aalen (Eröffnungsabend) – Schloss Kapfenburg (Preisträgerabend)  | Klaus Eckel                                                                         | Erstes Deutsches Zwangsensemble (Claus von Wagner, Mathias Tretter, Philipp Weber)                                           | Simon Enzler                                                                               |
| 2008 | Schauspielhaus Düsseldorf                                                   | Ludwig Müller                                                                       | Rainald Grebe | Franz Hohler (Lebenswerk)                                                                  |
| 2009 | Kaisersaal Erfurt                                                           | Joesi Prokopetz                                                                     | Annamateur | Manuel Stahlberger                                                                         |
| 2010 | Theater Chur                                                                | Werner Schneyder (Lebenswerk)                                                       | Wilfried Schmickler | Michel Gammenthaler                                                                        |
| 2011 | Nikolaisaal Potsdam                                                         | Rupert Henning, Florian Scheuba, Cornelius Obonya für Cordoba. Das Rückspiel        | Dieter Hildebrandt (Lebenswerk) und Nils Heinrich                                                                            | Knuth und Tucek                                                                            |
| 2012 | Funkhaus Halberg                                                            | Viktor Gernot                                                                       | Fritz Eckenga | Jürg Kienberger (Lebenswerk)                                                               |
| 2013 | Veranstaltungsforum Fürstenfeld Fürstenfeldbruck                            | Mike Supancic                                                                       | Martina Schwarzmann | Schertenlaib & Jegerlehner                                                                 |
| 2014 | Theater Baden-Baden                                                         | Christof Spörk                                                                      | Tobias Mann | Thomas C. Breuer                                                                           |
| 2015 | Stadttheater Gmunden                                                        | Christoph & Lollo                                                                   | Simone Solga | Bänz Friedli                                                                               |
| 2016 | PaderHalle Paderborn                                                        | Gery Seidl                                                                          | Martin Zingsheim | Uta Köbernick                                                                              |
| 2017 | Stadttheater Schaffhausen                                                   | Hosea Ratschiller und RaDeschnig                                                    | Helmut Schleich | Hazel Brugger                                                                              |
| 2018 | Steintor-Varieté Halle (Saale)                                              | Science Busters                                                                     | Pigor & Eichhorn | Christoph Simon                                                                            |
| 2019 | Kurhaus Meran                                                               | Lisa Eckhart                                                                        | Gerhard Polt (Ehrenstier) und Simon & Jan                                                                                    | Patti Basler                                                                               |
| 2020 | Kammermusiksaal des Kölner Funkhauses des Deutschlandfunks                  | Florian Scheuba                                                                     | Sarah Bosetti | Renato Kaiser                                                                              |
| 2021 | Kulturzentrum Tollhaus, Karlsruhe                                           | Thomas Stipsits                                                                     | Moritz Neumeier | Lara Stoll Joachim Rittmeyer (Ehrenstier)                                                  |
| 2022 | Stadttheater Lindau, Lindau                                                 | Omar Sarsam                                                                         | Luise Kinseher | Fatima Moumouni und Laurin Buser (Duo Zum Goldenen Schmied)                                |
| 2023 | Posthof, Linz                                                               | Malarina                                                                            | Mathias Tretter | Dominic Deville                                                                            |
| 2024 | Stadttheater Olten                                                          | Dirk Stermann                                                                       | Tina Teubner | Dominik Muheim                                                                             |
| 2025 | Theater Gütersloh                                                           | Alex Kristan                                                                        | Till Reiners | Lisa Christ                                                                                |